# Горшкова, Надежда Николаевна
Надежда Николаевна Горшкова (в замужестве Шеваловская, 27 июня 1956 года, Москва, СССР) — фигуристка из СССР, серебряный призёр чемпионатов СССР 1973/74—1975/76 годов, участница чемпионатов Европы 1975 и 1976 годов, чемпионата мира 1976 года в парном катании. Мастер спорта СССР.
Выступала вместе с Евгением Шеваловским. Горшкова и Шеваловский тренировались у Александра Горелика и Станислава Жука. Пара дважды побеждала на турнире на призы газеты «Московские новости».
Впоследствии Надежда Шеваловская работала тренером, в частности в 1983-85 работала с парой Гордеева — Гриньков.

## Спортивные достижения
| Соревнования/Сезоны              | 1972-73 | 1973-74 | 1974-75 | 1975-76 | 1976-77 |
| -------------------------------- | ------- | ------- | ------- | ------- | ------- |
| Чемпионаты мира                  |         |         |         | 6       |         |
| Чемпионаты Европы                |         |         | 5       | 6       |         |
| Чемпионаты СССР                  | 4       | 2       | 2       | 2       |         |
| Приз газеты «Московский новости» |         |         | 1       | 1       | 2       |